# 林蓋爾省

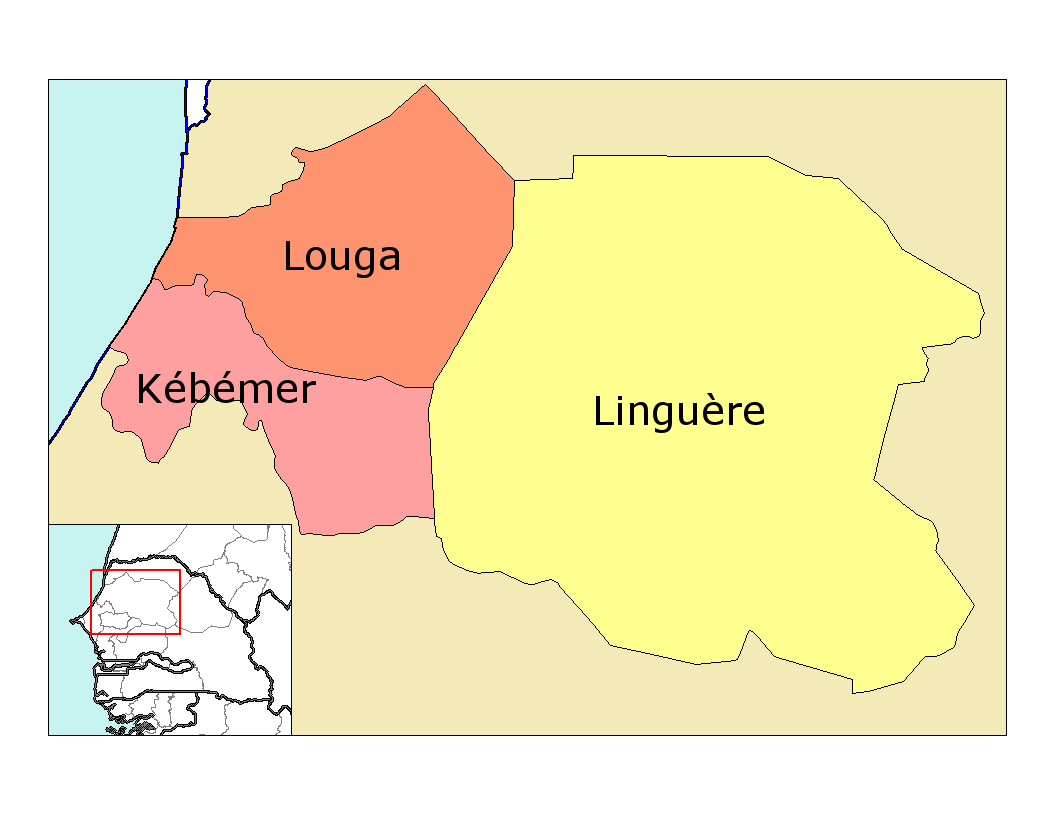

15°23′43″N 15°07′09″W / 15.39528°N 15.11917°W
林蓋爾省（法語：Département de Linguère），是塞內加爾的省份，位於該國西北部，由盧加區負責管轄，首府設於林蓋爾，西南面是凱貝梅爾省，面積15,375平方公里，2013年人口241,898，人口密度每平方公里16人。